# عبد العزيز الحلو
عبد العزيز الحلو سياسي سوداني وقائد حركة مسلحة في جبال النوبة ونائب وال سابق بالسودان بدأ حياته العملية كإداري بالهيئة القومية للكهرباء في الخرطوم ثم التحق بالحركة الشعبية لتحرير السودان وتدرج في مناصبها القيادية العسكرية حتى رتبة الفريق والسياسية حتى حاكم مناطق وبعد انفصال جنوب السودان بموجب اتفاقية السلام الشامل في عام 2011 أصبح رئيساً للحركة الشعبية لتحرير السودان - قطاع الشمال حتى انقسامها إلى جناحين أحدهما برئاسته.

## الميلاد والنشأة

ولد عبد العزيز آدم الحلو - وهذا اسمه ثلاثياً- في السابع من شهر يوليو / تموز عام 1954 بقرية الفيض أم عبد الله بالمنطقة  مقاطعة دلامي باقليم جبال النوبة بولاية جنوب كردفان بالسودان.

## المراحل التعليمية والمهنة
تعلم مباديء الكتابة والقراءة وحفظ الآيات القرآنية بالخلوة ثم تلقى تعليمه النظامي الأولي بمدرسة دلامي الأولية بولاية جنوب كردفان والأوسط بمدرسة الدلنج الوسطى والثانوي بمدرسة كادوقلي الثانوية العليا في الولاية ذاتها.
والتحق الحلو بجامعة الخرطوم حيث درس الاقتصاد وتخرج فيها عام 1979 بدرجة بكالوريوس.
وعمل بعد تخرجه مباشرة بالوظيفة العامة حيث عيّن موظفاً مالياً وإدارياً بالهيئة القومية للكهرباء والمياه في الخرطوم حتى نوفمبر / تشرين الثاني 1985 .

## مسيرته السياسية
بدأ عبد العزيز نشاطه السياسي منذ باكورة أيامه حيث كان رئيساً لأتحاد الطلاب بالمدرسة الثانوية في الدلنج وواصل هذه المسيرة في سنوات الجامعة وما بعدها.

### سنوات الجامعة
تعرف عبد العزيز الحلو أثناء دراسته بجامعة الخرطوم على يوسف كوة مكي والذي كان يسبقه في الدراسة بالكلية نفسها وذلك من خلال عضويته برابطة أبناء جنوب كردفان بجامعة الخرطوم والتي كان يرأسها كوة والذي قام بتجنيده في تنظيم كمولو المناوئ لحكومة الرئيس جعفر نميري وسياساته في جبال النوبة عن طريق الكفاح المسلح.
وبعد أنضمام هذا التنظيم إلى الحركة الشعبية لتحرير السودان بزعامة جون قرنق تم تكليف عبد العزيز الحلو بالتنسيق مع دكتور لام أكول، أحد قادة الجيش الشعبي والذي كان يدرس في جامعة الخرطوم أنذاك، بالعمل على إستقطاب أبناء جنوب كردفان وإلحاقهم بصفوف الحركة الشعبية والجيش الشعبي لتحرير السودان.

### الحركة الشعبية/الجيش الشعبي لتحرير السودان
وبعد مغادرته إلى أديس أبابا خشية أعتقاله من قبل أجهزة الأمن السودانية تم تدريبه في كلية الدراسات العسكرية الدرع الرابع التابعة للحركة الشعبية وتخرج فيها برتبة نقيب وتم توزيعه ضمن قوة متحركة إلى جبال النوبة تحت قيادة يوسف كوة في عام 1987 وبعد ذلك تم تعيينه رئيساً للجنة الخدمات بالحركة ثم إنتقل إلى مركز التدريب في توربام وترقى إلى رتبة القائد المناوب وعمل قائداً لغرب كادقلي كرنقو عبد الله عام 1990م وقائداً لمتحرك المنطقة الشرقية ومتحرك دارفور ثم قائداً عاماً للإمدادات للحركة الشعبية.
وخلال هذه الفترات برز الحلو كقائد ميداني متمرس وعرف بلقب رجل المهمات الصعبة خاصة في مهام الإمدادات والتعبئة والتجنيد والتخطيط العسكري ومن إعماله في هذا المجال التحضير لاقتحام نقطة همشكوريب بشرق السودان وتدرج في الرتب العسكرية والسياسية إلى رتبة فريق وعضو المكتب السياسي للحركة ثم عُيّن في عام 2005 حاكما للمناطق المحررة في جنوب كردفان. وفي عام 2008 أصبح نائب الامين العام للشئون التنظيمية بالحركة ونائب رئيس اللجنة التحضيرية للمؤتمر العام الثانى للحركة الشعبية لتحرير السودان والسكرتير القومى للشئون السياسية والتعبئة.

### اتفاقية السلام الشامل والحركة الشعبية قطاع الشمال
وبعد التوقيع على إتفاقية السلام الشامل بين حكومة السودان والحركة الشعبية لتحرير السودان، عين نائب للوالي احمد هارون في الدورة الثانية، ومن ثم تم ترشيح الحلو من قبل الحركة الشعبية للمنافسة في منصب والي جنوب ضد أحمد هارون الذي كان يمثل الحكومة في تلك الانتخابات والتي انتهت بفوز هذا الأخير والياً وتعيين الحلو نائباً له.
في عام 2011 بعد استفتاء جنوب السودان وإعلانه دولة جديدة أسس الحلو الحركة الشعبية لتحرير السودان قطاع الشمال وتولى مالك عقار منصب الرئيس بينما تولي الحلو منصب نائب الرئيس، وياسر عرمان رئاسة الأمانة العامة وذلك قبل أنقسام الحركة في عام 2017 إلى جناحين أحدهما ترأسه الحلو في مناطق جبال النوبة والأخر بزعامة عقار في منطقة النيل الأزرق.

## إعلان قوى الحرية والتغيير وثورة ديسمبر
وقعّ الحلو على إعلان قوى الحرية والتغيير بحكم عضوية حركته بالجبهة الثورية السودانية، إحدى مكونات قوى الحرية والتغيير التي أطاحت بحكم الرئيس عمر البشير في إطار ثورة شعبية كبيرة عام 2018. وفي عام 2019 التقى الحلو برئيس الحكومة الانتقالية عبد الله حمدوك في مدينة كاودا معقل الحركة الشعبية لتحرير السودان – الشمال للتشاور حول سبل إحلال السلام في السودان.